# Husumvold Sogn
Husumvold Sogn er et sogn i Bispebjerg-Brønshøj Provsti (Københavns Stift). Sognet ligger i Københavns Kommune; indtil Kommunalreformen i 1970 lå det i Sokkelund Herred (Københavns Amt). I Husumvold Sogn ligger Husumvold Kirke.
I Husumvold Sogn findes flg. autoriserede stednavne: